# Circuit de Cremona
El circuit de Cremona, anomenat oficialment, en anglès, Cremona Circuit Angelo Bergamonti, és un circuit de curses de 3,768 km situat a prop de San Martino del Lago, a la província de Cremona de Llombardia (Itàlia). Es va inaugurar el 7 de juliol del 2011 amb el nom de Circuito di San Martino del Lago, el qual va mantenir fins al 2015 en què es va canviar per l'actual en homenatge al pilot de motociclisme llombard Angelo Bergamonti, natural de la localitat propera de Gussola.

## Traçat
El circuit feia originalment 3,450 km de llarg. Entre gener i abril del 2021, la pista es va ampliar a 3,702 km seguint les directrius del dissenyador de circuits italià Jarno Zaffelli.
El 26 d'octubre de 2023 es va anunciar que el circuit entraria al calendari del Campionat del Món de Superbike el 2024 amb un contracte de cinc anys. A ran d'això, la pista es va reasfaltar i ampliar dels seus 3,702 km a 3,768, alhora que es construí una nova tribuna.